# Sandoy (région)

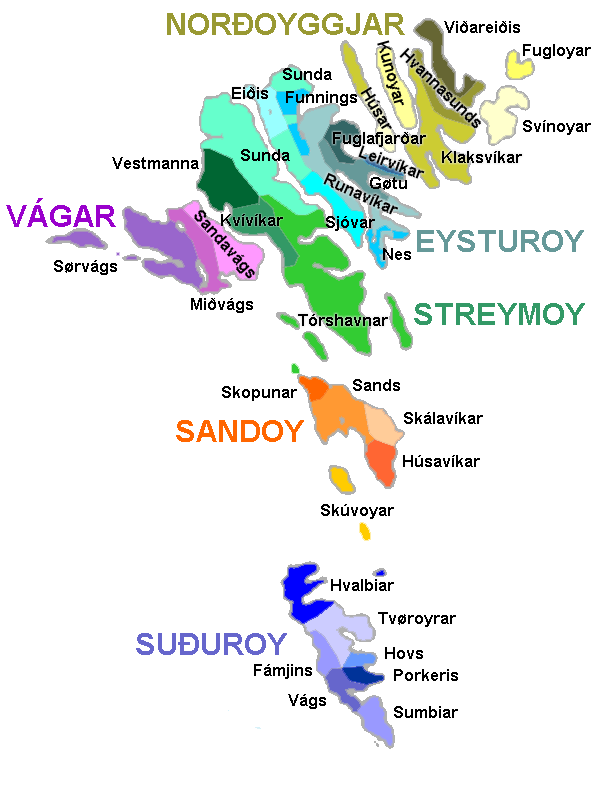
Carte des îles Féroé indiquant leur découpage en communes et région avant 2005.

La région de Streymoy est l'une des six régions administratives des îles Féroé s'étendant sur les îles de Sandoy, Skúvoy et Stóra Dímun.
Son territoire comprend donc cinq communes : Húsavík, Sandur, Skálavík, Skopun et Skúvoy.